# جیسون دمتیو (بازیکن فوتبال)
جیسون دمتیو (یونانی: Τζέισον Δημητρίου؛ زادهٔ ۱۸ نوامبر ۱۹۸۷) بازیکن فوتبال اهل بریتانیا است.
از باشگاه‌هایی که در آن بازی کرده‌است می‌توان به باشگاه فوتبال آنورتوسیس فاماگوستا، باشگاه فوتبال والسال، و باشگاه فوتبال لیتون اورینت اشاره کرد.
وی همچنین در تیم ملی فوتبال قبرس بازی کرده‌است.